# Station La Loupe
Station La Loupe is een spoorwegstation in de Franse gemeente La Loupe.